# Рыбные палочки (Южный Парк)
«Рыбные палочки» (англ. Fishsticks) — 5-й эпизод 13-го сезона (№ 186) сериала «Южный парк», премьера которого состоялась 8 апреля 2009.

## Сюжет
Джимми в присутствии Картмана придумывает самую смешную шутку в мире, которая основывается на каламбуре «fishsticks» — «рыбные палочки», «fish dicks» — «рыбьи пенисы» («Вам нравятся рыбные палочки? И вы любите брать их в рот?»). Картман доказывает всем, что эту шутку придумал именно он, а Джимми просто был рядом, но на самом деле это самообман Эрика. Люди пытаются докопаться, кто же придумал эту самую смешную в мире шутку. Кайл не верит Картману, более того — он уверен, что шутку придумал Джимми.
Лишь один Канье Уэст не понимает новую шутку, более того, он болезненно воспринимает его сравнение с гей рыбой. Считая себя гением своей эпохи, Канье пытается подвести под сравнение логическое обоснование, но у него ничего не выходит. Канье видит по телевизору, как гондурасец Карлос Менсиа утверждает, что это именно он придумал шутку. Гондурасца доставляют к Канье и заставляют его объяснить смысл шутки. Ничего не выходит, и Карлоса убивают.
Тем временем Джимми вместе с Картманом выступают на шоу, утверждая, что авторами шутки являются именно они. После того, как Канье слушает монолог Картмана, он признаётся друзьям, что если он на самом деле рыба, то против этого ничего нельзя сделать. Он переодевается в гидрокостюм и прыгает в воду, чтобы жить вместе с рыбами.

## Знаменитости
Известный американский рэпер Канье Уэст прокомментировал свою пародию в этой серии так: «South Park просто убил меня прошлой ночью, я долго смеялся. Конечно, пародия на меня задела мои чувства, но чего ещё можно было ожидать от South Park’a?! Он немного уязвил моё самолюбие. Имея высокое самомнение, я использую его во благо своей карьеры, иначе никто не верил бы в меня. Теперь, когда люди верят мне и поддерживают мою музыку, я могу вам в этом признаться.»

## Пародии
- Пародия на супергеройскую команду «Фантастическая четвёрка»: Картман в своих сочинениях для рэперов рассказывает, что он загорелся, взлетел и сжёг всех жидроидов, и таким образом спас мир, как Человек-Факел из фильма.

## Факты
- Музыкант Пол Шаффер, появившийся в эпизоде — канадец, однако он нарисован, как американец.
- В конце серии звучит песня «Gay Fish» (переделанная «Heartless»), спетая Треем Паркером, уже ставшая хитом у фанатов «South Park».
- В эпизоде Картман вторично использует механизм проекции, пытаясь оправдать своё поведение, хотя окружающие постоянно напоминают ему об истинном положении дел. Первый раз Картман использовал проекцию в конце эпизода «Шоу о раке груди».
- В эпизоде Твик ведёт себя спокойно.
- В вырезанной сцене показана смерть рэпера. Тело Канье поднимают на вертолёте, и один из людей закрывает глаза мёртвому, но счастливому рэперу.
- В сцене с еврейскими роботами звучит "Хава Нагила".